# رامبد صدیف
صُدیف رامبد (زاده ۱۴ خرداد ۱۳۱۴) خواننده و مرکب خوان صاحب سبک آواز ایرانی است.

## زندگی
او آموزش آواز ایرانی را از سن ۱۲ سالگی در محضر استاد سلیمان امیر قاسمی (سلیم خان) آغاز نمود و این آموزش تا پایان عمر سلیم خان ادامه یافت. صدیف هم‌زمان به یادگیری شیوه‌های آوازی اساتید بزرگ موسیقی ایران پرداخت و از محضر ابوالحسن اقبال آذر و عبدالله دوامی بهره فراوان برد و بعدها دارای شیوه‌ای مستقل از هم عصران خود و گذشتگان گردید.وی فراگیری آوازها و ردیف موسیقی را از سن نُه سالگی آغاز کرد و در دوازده سالگی با معرفی «حسین یاحقی»، به‌محضر «سلیمان امیرقاسمی» راه یافت. صدیف رامبد در مدت بیش از پانزده سال، توشه‌گیری و خوشه‌چینی‌اش را در محضر آن استاد خلوت‌نشین ادامه داد. سپس جهت فراگیری سایر شیوه‌های آوازخوانی با معرفی «ابراهیم بوذری»، به‌محضر «اقبال آذر» رسید و در کنار آن با معرفی «محمود کریمی» نزد «عبدالله دوامی» رفت و به‌تکمیل هر چه بیشتر ردیف آوازی پرداخت.
 صدیف به سبب بداهه خوانی‌ها و مرکب خوانی‌هایش در میان اهل فن موسیقی شهرت دارد. اولین کنسرت موسیقی صدیف بعد از سالیان دراز سکوت و گوشه‌گیری از محافل رسمی در سال ۱۳۶۸ به نام «ترجیع بند» در تالار وحدت تهران با همراهی مجید کیانی برگزار شد که با استقبال گسترده هنرمندان و موسیقیدانان روبرو گردید.

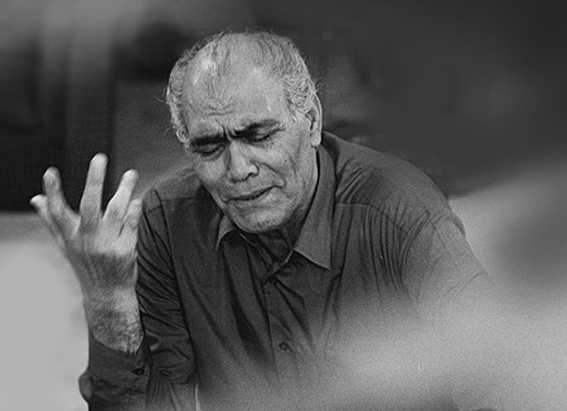
رامبد صدیف در حال اجرای آواز در موسیقی سنتی ایرانی

پس از آن، صدیف به همراه داریوش طلایی، داود آزاد، عبدالنقی افشارنیا، داریوش پیرنیاکان و دیگران به برگزاری کنسرت‌هایی در ایران و خارج از ایران پرداخت.
در آذر ۱۳۸۶ مراسم بزرگداشت «صدیف رامبد» به جهت عمری تلاش در جهت حفظ و اعتلای موسیقی ایرانی، به همراه «فوزیه مجد» و «شهرام ناظری»، توسط کمیته موسیقی «ایکم» با عنوان «نخستین قرار موسیقی» در خانه هنرمندان ایران برگزار شد.
صدیف دارای نشان درجه یک هنری و دکترای افتخاری در زمینه موسیقی ایرانی است.

## آثار
از آثار ضبط شده او آلبوم ترجیع بند در چهارگاه با همراهی سنتور مجید کیانی، مثنوی بیات ترک در برنامه چکاوک و ضبط‌های خصوصی با جلیل شهناز، پرویز یاحقی و دیگران است.